# 사르팡현

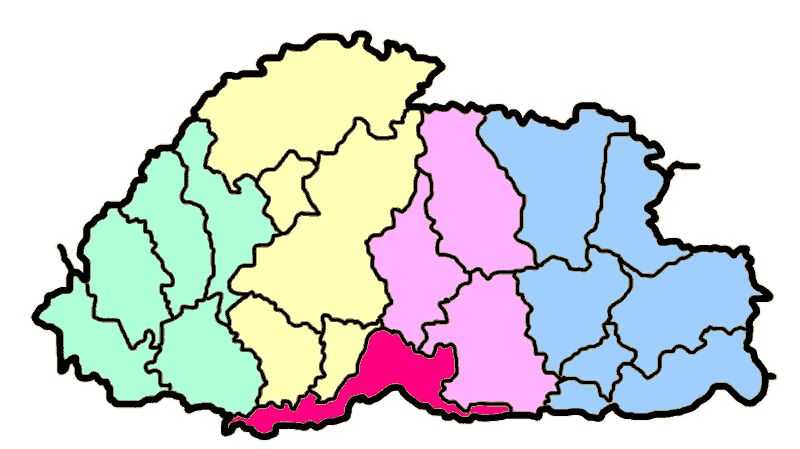
사르팡 현의 위치

사르팡현(종카어: གསར་སྤང་རྫོང་ཁག་)은 부탄을 구성하는 20개 현(종카그) 가운데 하나로, 현청 소재지는 사르팡이며 면적은 2,048km2, 인구는 41,549명(2005년 기준)이다. 12개 게워그(부르, 추자강, 데킬링, 도반, 겔레푸, 힐레이, 지그메초엘링, 사르팡타르, 센게, 세르종, 타클라이, 우믈링)를 관할하며 인도 아삼 주, 웨스트벵골 주와 인접해 있다.

## 같이 보기
- 종카그